# Drzewce (wieś w województwie lubuskim)
Drzewce (niem. Leichholz) – wieś w Polsce, położona w województwie lubuskim, w powiecie sulęcińskim, w gminie Torzym.
W latach 1975–1998 miejscowość administracyjnie należała do województwa zielonogórskiego.